# Никола Карагьозов
Никола Христов Карагьозов български офицер, общественик, основател и пръв председател на Офицерски спортен клуб „Атлетик-Слава 1923“, учредител и пръв председател на Българския олимпийски комитет.

## Семейство
Никола Карагьозов е женен за Райна Винарова, дъщеря на Петър Винаров, кмет на Русе. Имат 2 деца: Христо и Маргарита Карагьозови.

## Кариера
Ротмистър Никола Карагьозов служи в 9-и конен полк Русе от 1914 г. до 1915 г. като командир на ескадрон.
Служил в 1-ви конен полк, инструктор по езда във Военната Академия, помощник-началник и началник на Кавалерийската школа.
- подпоручик на 18 май 1906 г.
- поручик на 18 май 1909 г.
- капитан на 18 май 1913 г.
- майор на 30 май 1917 г.
- подполковник на 5 май 1920 г.

Уволнен от действаща военна служба през 1920 г.

## Обществена дейност
Никола Карагьозов активно се занимава с обществена дейност. Основател и пръв председател на Офицерски спортен клуб „Атлетик-Слава 1923“ – клубът е утвърден в Министерството на вътрешните работи и народното здраве (МВРНЗ).
На 30 март 1923 г. учредява Българския олимпийски комитет като става и пръв председател на комитета.